# Ken Salazar
Ken Salazar (Alamosa, 1955. március 2. –) az Amerikai Egyesült Államok szenátora (Colorado, 2005–2009).